# Centralny Ośrodek Doskonalenia Kadr Jubilerskich
Centralny Ośrodek Doskonalenia Kadr Jubilerskich we Wrocławiu – ośrodek szkoleniowy przy Dolnośląskim Zakładzie Doskonalenia Zawodowego we Wrocławiu, którego głównym założeniem było wykształcenie kadry instruktorów szlifierzy kamieni szlachetnych do eksploatacji dolnośląskich złóż kamieni szlachetnych i ozdobnych.
Ośrodek powstał 1974 r. i istniał do 1989 r. W tym okresie wykształcił ok. 150 szlifierzy i towaroznawców jubilerskich. Pomysłodawcą i założycielem ośrodka był Roman Urbaniak. Absolwenci zdawali uprawniający do wykonywania zawodu egzamin sprawdzający przed komisją C.O.D.K.J oraz przed Wrocławską Izbą Rzemieślniczą. W ostatnim roku istnienia ośrodka, połączono specjalizację s.k.k.- szlifierz kamieni kolorowych ze specjalizacją s.d.- szlifierz diamentów i utworzono specjalizację s.k.s.i o. - szlifierz kamieni szlachetnych i ozdobnych, w celu wydania jak największej ilości dokumentów uprawniających do obrotu hurtowymi ilościami diamentów. 17 lutego 1989 r. ośrodek zakończył działalność z uwagi na zakaz przemysłowej eksploatacji złóż kamieni szlachetnych w Polsce. 